# Rujeolă
Rujeola este o boală infecțioasă foarte contagioasă, cauzată de virusul rujeolei și prevenibilă prin vaccinare.
Simptomele apar la 10-12 zile după expunerea la o persoană infectată și durează 7-10 zile. Simptomele inițiale includ de obicei febră, adesea mai mare de 40 °C (104 °F), tuse, rinoree și conjunctivită . Pete mici albe numite enanteme și cunoscute sub numele de Semnul Koplik se pot forma în interiorul gurii la două sau trei zile după debutul simptomelor. O erupție cutanată roșie, maculopapulară, plată, care începe pe față și apoi se răspândește la restul corpului, la 3 până la 5 zile după debutul simptomelor.
Complicațiile frecvente includ diareea (în 8% din cazuri), infecția urechii medii (7%) și pneumonia (6%). care apar, în parte, din cauza imunosupresiei induse de rujeolă,, fenomen numit „amnezie imunitară” , ceea ce face pacientul vulnerabil la infecții oportunistice. Mai rar pot apărea convulsii, orbire sau inflamație a creierului. 
Alte denumiri includ pojar, morbilli (diminutiv latinesc pentru morbus/boală). pentru , rujeola de 9 zile, rujeola roșie și rujeola engleză, rubeola (N.B. 
rujeolă se traduce measles în engleză, iar rubeolă din limba română se traduce în engleză Rubella). Atât rubeola, cunoscută și sub numele de rujeola germană, cât și rozeola sunt boli diferite cauzate de viruși neînrudiți.
Vaccinul antirujeolic este eficient în prevenirea bolii, este excepțional de sigur și este adesea administrat în combinație cu alte vaccinuri. Vaccinarea a dus la o scădere cu 80% a deceselor cauzate de rujeolă între 2000 și 2017, aproximativ 85% dintre copiii din întreaga lume primind prima doză începând cu 2017. Rujeola afectează aproximativ 20 de milioane de oameni pe an, în principal în zonele în curs de dezvoltare din Africa și Asia. Este una dintre principalele cauze de deces care pot fi prevenite prin vaccinare. În 1980, 2,6 milioane de oameni au murit din cauza rujeolei, iar în 1990, 545.000 au murit din cauza bolii; până în 2014, programele globale de vaccinare au redus numărul deceselor cauzate de rujeolă la 73.000. În ciuda acestor tendințe, ratele de îmbolnăvire și decese au crescut din 2017 până în 2019 din cauza scăderii imunizării.

## Semne și simptome

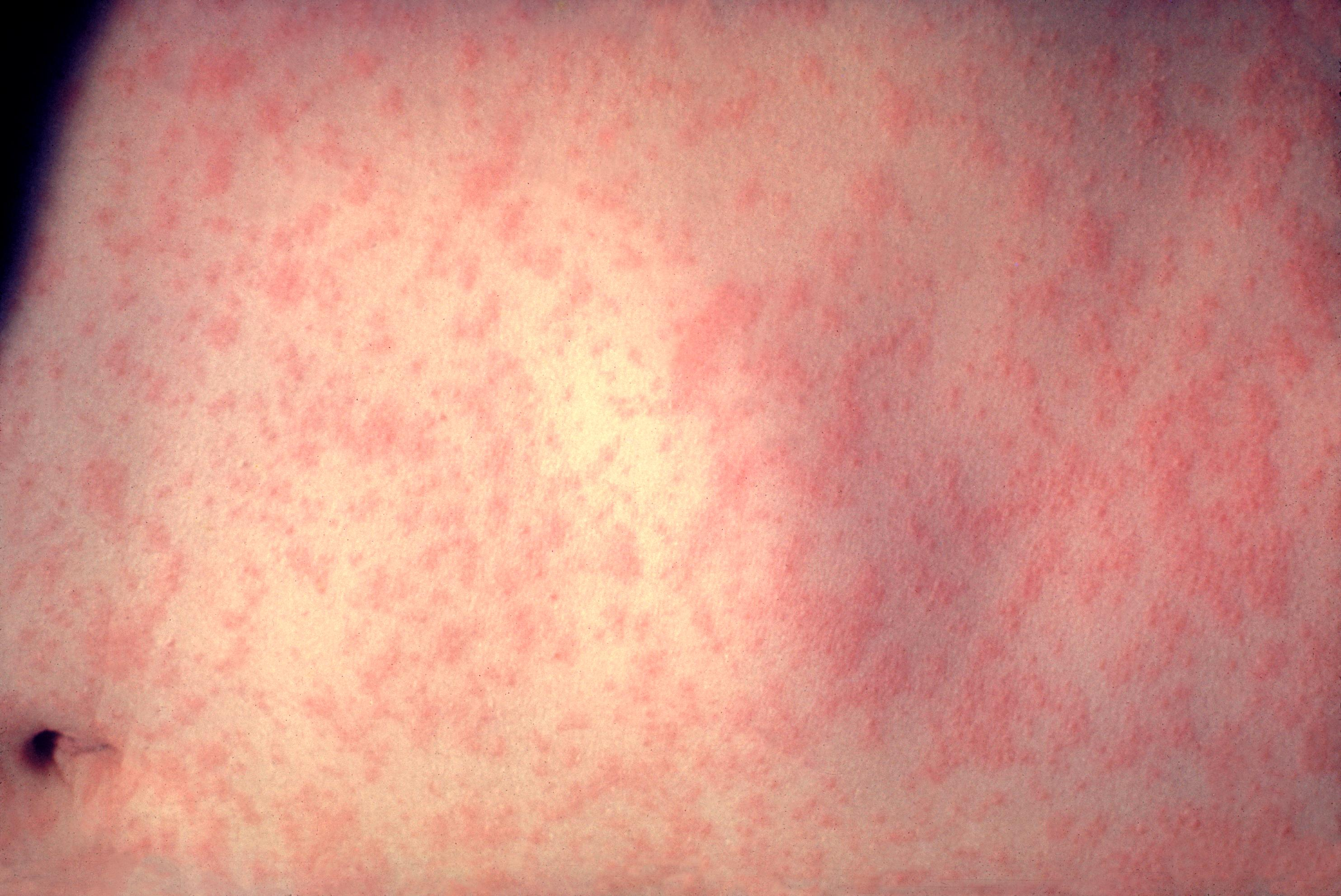
Exantemul.

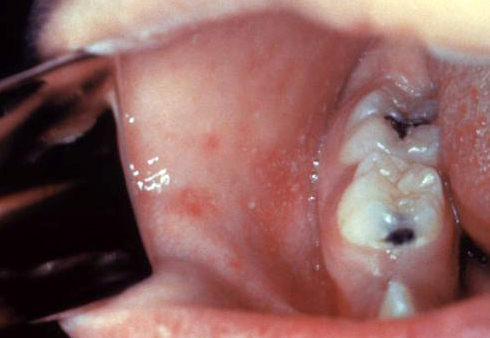
Petele Koplik.

Rujeola tipică începe după o perioadă de incubație de 7-14 zile cu febră prodromală, rinoree, tuse și conjunctivită. Petele patognomonice (semnul Koplik) apar după 2 până la 4 zile, de obicei pe mucoasa bucală în dreptul molarilor superiori 1 și 2. Petele Koplik observate în interiorul gurii sunt diagnostice pentru rujeolă, dar sunt temporare și, prin urmare, se observă rar. Aceste pete seamănă cu niște granule fine de nisip alb înconjurate de o areolă inflamatorie. Recunoașterea acestor pete înainte ca o persoană să atingă gradul maxim de infecțiozitate poate ajuta la reducerea răspândirii bolii. Dacă sunt numeroase, întregul câmp de fond poate să fie un eritem pestriț. Apar faringita și inflamația mucoasei laringiene și traheobronșice. Secrețiile nazale, mucoasa faringiană și, adesea, sedimentul urinar conțin celulele gigante multinucleate caracteristice.
Iritația caracteristică apare la 2-5 zile de la debutul simptomelor, de obicei la 1-2 zile după apariția semnului Koplik și durează până la 8 zile. Erupția debutează în fața sau în spatele urechilor și laterocervical sub forma unor macule neregulate care devin rapid maculopapulare și se extind rapid (în 24 până la 48 ore) pe trunchi și pe extremități. Începe pe spatele urechilor și, după câteva ore, se extinde la cap și gât înainte de a se răspândi pentru a acoperi cea mai mare parte a corpului. Se spune că erupția se „pătează”, schimbându-și culoarea de la roșu la maro închis, înainte de a dispărea. În general, rujeola se rezolvă de obicei după aproximativ trei săptămâni.
În perioada de vârf a bolii temperatura poate depăși 40 °C (104 °F), cu edem periorbital, conjunctivită, fotofobie, tuse chinuitoare, iritație extensivă și prurit blând; în general, pacientul are un aspect bolnav. Leucopenia cu limfocitoza relativă este frecventă. Simptomele și semnele generale evoluează în paralel cu severitatea erupției și variază de la o epidemie la alta. După 3 până la 5 zile, febra scade, starea pacientului se ameliorează și iritația începe să pălească rapid, lăsînd în urmă o decolorare bronz-maronie, urmată de descuamare.
Sindromul rujeolei atipice poate debuta brusc, cu febră ridicată, toxicitate, cefalee, durere abdominală și tuse. Iritația poate să apară după 1-2 zile, debutând adesea pe extremități și poate să fie maculopapulară, veziculară, urticariană sau purpurică. Poate să apară edemul palmo-plantar. Pneumonia și adenopatia hilară sunt frecvente, iar opacitățile nodulare din plămâni pot persista ≥ 12 săptămâni. Anomalii moderate până la severe ale raportului ventilație/perfuzie pulmonară pot produce hipoxemie semnificativă.

## Complicații
Complicațiile rujeolei sunt relativ frecvente, variind de la cele ușoare, cum ar fi diareea, până la cele grave, cum ar fi pneumonia (fie pneumonie virală directă, fie pneumonie bacteriană secundară), laringotraheobronșită (crupă) (fie laringotraheobronșită virală directă, fie bronșită bacteriană secundară), otita medie, inflamație acută a creierului (encefalită), ulcerație corneeană (care duce la cicatrizarea corneei) și la aproximativ 1 din 600 de sugari nevaccinați sub 15 luni, în timp ce mai rar la copiii mai mari și adulți, panencefalită sclerozantă subacută, care este progresivă și în cele din urmă mortală.
În plus, rujeola poate suprima sistemul imunitar timp de săptămâni sau luni, iar acest lucru poate contribui la suprainfecții bacteriene, cum ar fi otita medie și pneumonia bacteriană. La 2 luni după recuperare există o scădere cu 11-73% a numărului de anticorpi împotriva altor bacterii și viruși.
Rata mortalității în anii 1920 era de aproximativ 30% pentru pneumonia rujeolică. Persoanele cu risc crescut de complicații sunt sugarii și copiii cu vârsta mai mică de 5 ani, adulți cu vârsta peste 20 de ani, femei gravide și persoane cu sisteme imunitare compromise, cum ar fi leucemie, infecție cu HIV sau imunodeficiență înnăscută;  și cei care sunt subnutriți  sau au deficit de vitamina A. Complicațiile sunt de obicei mai severe la adulți. Între 1987 și 2000, rata mortalității în Statele Unite a fost de trei decese la 1.000 de cazuri atribuite rujeolei sau 0,3%. În țările în curs de dezvoltare cu rate ridicate de malnutriție și asistență medicală precară, ratele mortalității au ajuns până la 28%. La persoanele imunodeficiente (de exemplu, persoanele cu SIDA) rata mortalității este de aproximativ 30%.
Chiar și la copiii anterior sănătoși, rujeola poate provoca boli grave care necesită spitalizare. Unul din 1.000 de cazuri de rujeolă evoluează spre encefalită acută, care adesea duce la leziuni permanente ale creierului. Unul până la trei din 1.000 de copii infectați cu rujeolă vor muri din cauza complicațiilor respiratorii și neurologice.
Factorii de risc pentru infecția cu virusul rujeolic includ imunodeficiența cauzată de HIV/SIDA, imunosupresia după primirea unui organ sau a unui transplant de celule stem,  agenți alchilanți sau terapia cu corticosteroizi, indiferent de starea de imunizare; călătoria în zonele în care rujeola apare în mod obișnuit sau contactul cu călătorii dintr-o astfel de zonă; și pierderea anticorpilor pasivi, moșteniți înainte de vârsta imunizării de rutină.
Rujeola produce o suprimare tranzitorie a hipersensibilității întîrziate, conducînd la o inversare tranzitorie a testelor cutanate la tuberculină și histoplasmină, anterior pozitive, și agravînd uneori o TBC activă sau reactivînd o TBC latentă. O exacerbare a febrei, modificarea formulei leucocitare de la leocopenie la leucocitoză, alterarea stării generale, durerea și prostrația sugerează o complicație infecțioasă bacteriană. Pacienții imunodeprimați pot dezvolta o pneumonie severă, progresivă, cu celule gigante, neînsoțită de iritație. Purpura trombocitopenică acută, uneori cu manifestări hemoragice severe, poate complica faza acută a rujeolei.
Encefalita apare în proporție de un caz la 1000 pînă la 2000 de cazuri de rujeolă, de obicei la 2 zile pînă la 3 săptămîni după debutul iritației, adesea debutînd cu febră ridicată, convulsii și comă. În majoritatea cazurilor, numărul de limfocite din LCR se situează între 50-500/µl, iar nivelul proteinelor este ușor crescut. LCR normal în momentul simptomelor inițiale nu exclude encefalita. Evoluția poate să fie scurtă, cu recuperare în aproximativ 1 săptămână, sau se poate prelungi, ducînd la afectare gravă a SNC sau la deces. Panencefalita sclerozantă subacută (PESS) se asociază adesea cu virusul rujeolei.

## Etiologie

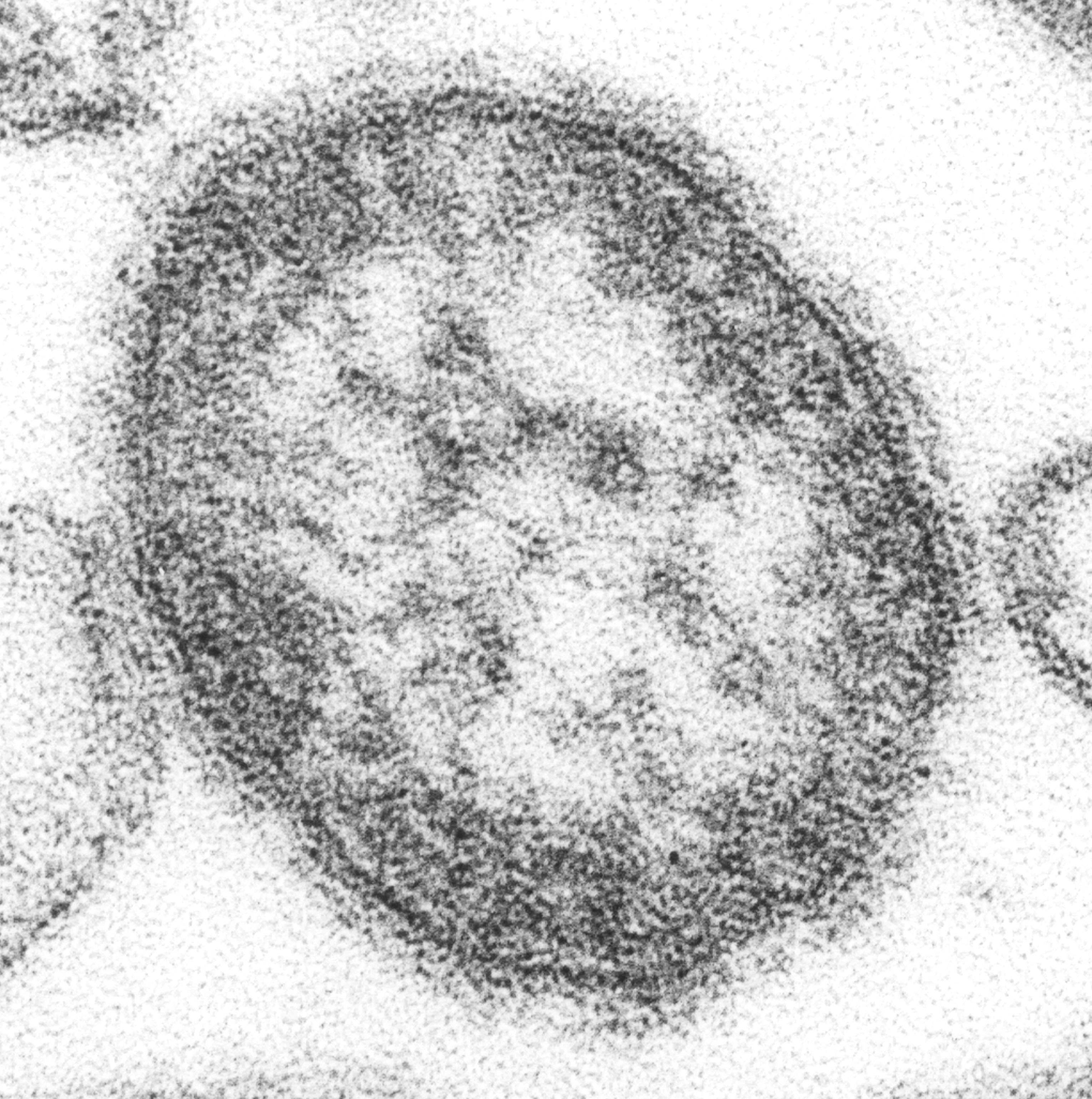
Virusul rujeiolei văzut la microscopul electronic.

Rujeola este produsă de un paramixovirus din genul Morbillivirus, familia Paramyxoviridae, care este un virus ARN monocatenar, cu polaritate negativă, încapsulat într-o pericapsidă.
Rujeola este extrem de contagioasă și se răspândește în principal prin mici picături eliberate din nasul, gâtul și gura unei persoane aflate în stadiul prodromal sau eruptiv precoce al bolii (picăturile lui Flügge). Virusul rămâne infecțios timp de până la două ore în acel spațiu aerian sau pe suprafețele din apropiere , dar răspândirea indirectă prin persoane neinfectate sau prin obiecte este rară. Perioada de contagiune a bolii începe cu 2-4 zile înaintea apariției erupției și durează 4-5 zile după debutul erupției.

## Fiziopatologie

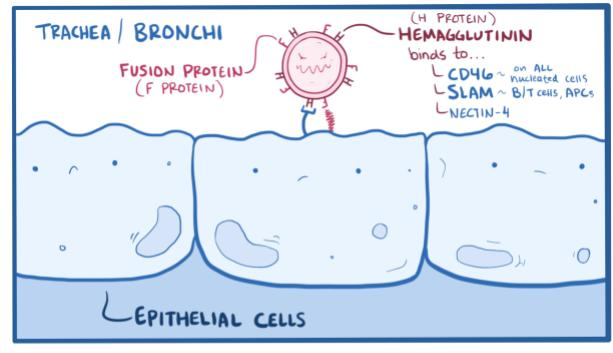
Desen al virusului rujeolei atașat la mucoasa traheei

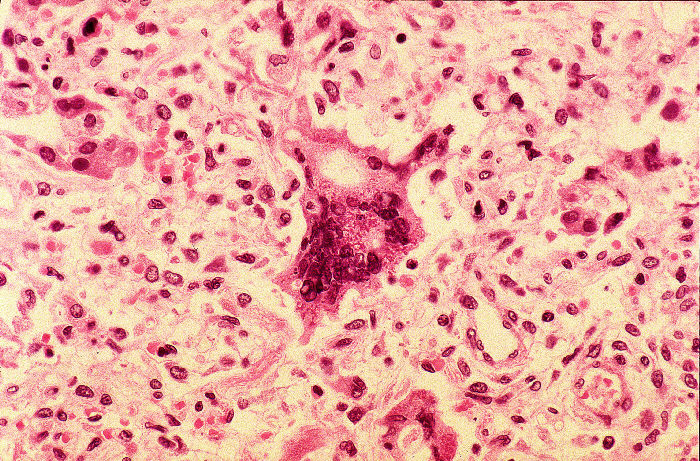
Histopatologia celulelor gigantice multinucleate în pneumonia rujeolică. Citoarhitectura alveolară normală a fost obliterată de virusulul rujeolei

Odată ce virusul rujeolic ajunge pe mucoasă, acesta infectează celulele epiteliale din trahee sau bronhii . Virusul rujeolei folosește o proteină de pe suprafața sa numită hemaglutinină (proteina H) pentru a se lega de un receptor-țintă de pe celula gazdă, care ar putea fi CD46, care este exprimată de toate celulele umane nucleate sau CD150 (numită și molecula 1 de activare a limfocitelor semnalizatoare sau SLAM), care se găsește pe celulele imune (cum ar fi celulele B sau T) și celulele prezentatoare de antigen, sau nectina-4 (o moleculă de adeziune celulară) . Odată ce proteina H se leagă de receptor, atunci proteina F ajută virusul să fuzioneze cu membrana celulară și, în cele din urmă, să intre în interiorul celulei.
Deoarece virusul este un virus ARN cu sens negativ monocatenar, acesta include o enzima ARN care este o polimerază dependentă de ARN (RdRp) care este utilizată pentru a-și transcrie genomul într-o catenă de ARNm cu sens pozitiv.
După ce intră într-o celulă, virusul este gata să fie tradus în proteine virale, învelite în anvelopa lipidică a celulei și trimise afară din celulă ca un virus nou creat. În câteva zile, virusul rujeolei se răspândește prin țesutul local și este preluat de celulele dendritice și macrofagele alveolare și transportat din acel țesut local din plămâni la ganglionii limfatici locali.  De acolo continuă să se răspândească, ajungând în cele din urmă în sânge și răspândindu-se în mai mult țesut pulmonar, precum și în alte organe precum intestinele și creierul.  Se crede că afectarea funcțională a celulelor dendritice infectate de către virusul rujeolei contribuie la imunosupresia indusă de rujeolă.

## Diagnostic
Rujeola tipică poate fi suspectată la un pacient cu antecedente de expunere la rujeolă, cu coriză, fotofobie și semne de bronșită, iar înainte de apariția iritației diagnosticul poate fi pus numai prin identificarea semnului Koplik. În majoritatea cazurilor, diagnosticul este stabilit prin prezența acestor pete, urmate de febră ridicată, alterarea stării generale și iritație cu progresia sa caracteristică craniocaudală. Cu toate că este rareori necesar, virusul poate fi depistat precoce prin colorația imunofluorescentă rapidă a celulelor epiteliale urinare și faringiene sau poate crește pe culturi tisulare; virusul este mai ușor de depistat, cu toate acestea, prin evidențierea unei creșteri a nivelului de anticorpi între serurile de fază acută și cea de convalescență.
Diagnosticul diferențial al rujeolei tipice include rubeola, scarlatina, iritațiile medicamentoase, boala serului, roseola infantum, mononucleoza infecțioasă, infecțiile cu adenovirusuri, cu echo- și coxsackievirusuri. Trăsăturile distinctive ale rubeolei includ evoluția sa ușoară cu simptome generale minime sau absente, ganglioni măriți (și de obicei sensibili) în regiunea postauriculară și suboccipitală, subfebră, formulă leucocitară normală, absența uzuală a unui prodrom recognoscibil și durată redusă. Scarlatina poate fi în primul rînd sugerată de faringită și de febră, dar leucocitoza existentă în scarlatină este absentă în rujeolă, iar morfologia iritației este distinctă. Erupțiile medicamentoase (de exemplu, după fenobarbital sau sulfamide) se aseamănă cu iritația rujeolica, dar, din nou, lipsește prodromul tipic, tusea și progresiunea cranio-caudală a iritației, iar palmele și plantele sînt cel mai frecvent implicate. În această situație, anamneza este importantă. Roseola infantum poate produce o iritație cutanata similara aceleia din rujeolă, dar se constată rareori la copiii > 3 ani. În general poate fi diferențiată prin temperatura inițială crescută, absența semnului Koplik și a stării generale alterate, iar iritația apare simultan cu defervescența.
Diagnosticul diferențial al sindromului rujeolei atipice este similar cu cel al rujeolei tipice; cu toate acestea pleiomorfismul iritației și semnele generale severe care se constată uneori pot sugera febra pătată a Munților Stîncoși, leptospiroza, varicela hemoragică sau infecție meningococică; alte diagnostice diferențiale includ anumite pneumonii bacteriene sau virale, colagenoze, cum ar fi AR juvenilă, și sindromul Kawasaki (sindrom ganglionar cutaneomucos). Antecedentele de expunere la rujeolă și administrarea anterioară a vaccinului cu virus inactivat sugerează diagnosticul, dar confirmarea diagnosticului poate să facă necesară izolarea virusului, studii serologice sau ambele.

### Testare de laborator
Diagnosticul de laborator al rujeolei se poate face cu confirmarea anticorpilor de tip imunoglobulina M IgM pentru rujeolă sau prin detectarea ARN-ului virusului rujeolic din specimene luate din gât, nas sau urină prin utilizarea testului de reacție în lanț a polimerazei (test PCR) cu transcripție inversă.  Această metodă este deosebit de utilă pentru a confirma cazurile în care rezultatele anticorpilor IgM sunt neconcludente.  Pentru persoanele cărora nu li se poate extrage sânge, saliva poate fi recoltată pentru testarea IgA salivară specifică rujeolei. Testele salivare utilizate pentru diagnosticarea rujeolei presupun recoltarea unei probe de salivă și testarea prezenței anticorpilor de rujeolă. Această metodă nu este ideală, deoarece saliva conține multe alte fluide și proteine care pot face dificilă colectarea probelor și detectarea anticorpilor de rujeolă.  Saliva conține, de asemenea, de 800 de ori mai puțini anticorpi decât probele de sânge, ceea ce face testarea salivară și mai dificilă. Contactul pozitiv cu alte persoane despre care se știe că au rujeolă ajută diagnosticarea.

## Prevenție

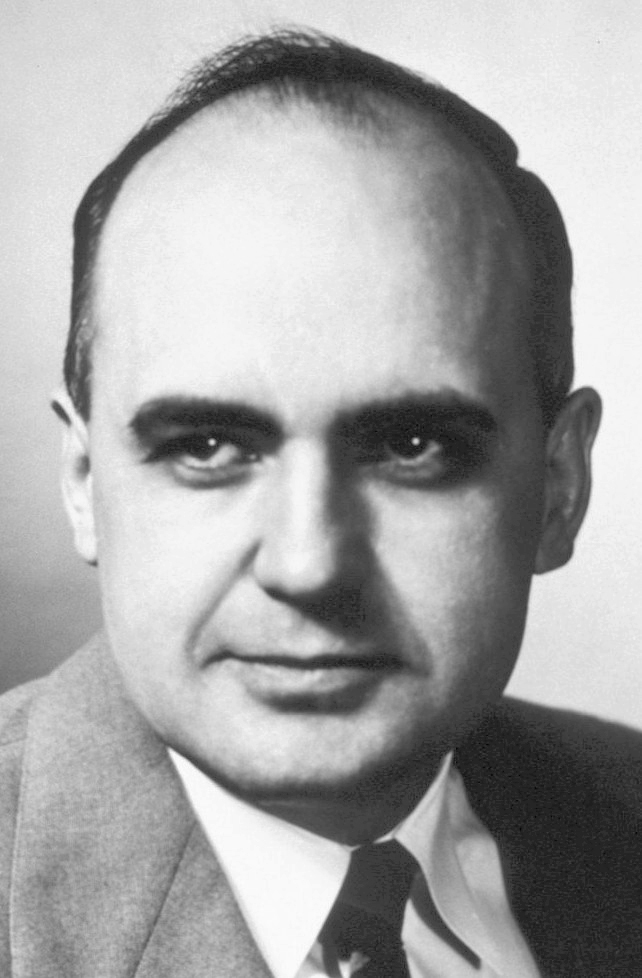
Vaccinul antirujeolic a fost descoperit de
John Franklin Enders la Universitatea Harvard în 1960 și îmbunătățit de Maurice Hilleman (poză) la compania farmaceutică Merck & Co. în 1968. Se estimează că acest vaccin previne un milion de decese pe an.

Vaccinul antirujeolic a fost inventat de John Franklin Enders și introdus pentru prima data în SUA în 1963.
Vaccinul împotriva rujeolei previne infecția cu rujeolă cu rata de 93% eficacitate pentru prima doză și 97% pentru ambele doze. Efficacitatea vaccinului poate fi confirmată printr-un observarea anticorpilor în sânge.
Vaccinul este recomadat copiilor. Majoritatea copiilor nu au efecte secundare, iar cele care apar sunt de obicei de scurtă durată și ușoare, cum ar fi febră, roșeață și durere ușoară la locul injecției. Șoc anafilactic ca urmare a vaccinului a fost raportat la 3,5-10 cazuri pe 1 milion de doze administrate. Incidența de Sindrom Guillain–Barré nu pare să crească în urma vaccinării. Studii științifice numeroase nu au găsit o legătură între vaccinul rujeolă-oreion-rubeolă (vaccinul ROR, engleză MMR) și autism.
Studiul lui Andrew Wakefield care a inițiat o campanie de presă și a determinat unii părinți să nu-și vaccineze copiii a fost discreditat iar jurnalistul de investigație Brian Deer a arătat că datele folosite în studiu au fost frauduloase.
Organizația Mondială a Sănătății recomandă administrarea vaccinului de rujeolă între 9 și 12 luni. Vaccinurile comerciale existente sunt vaccinuri atenuate, adică se bazează pe o tulpină vie dar atenuată de rujeolă și se poate administra subcutanat sau intramuscular.
Vaccinul anti-rujeolă a salvat mai mult de 20 de milione de vieți începând cu anul 2000.

### Contraindicații
Vaccinul este contraindicat persoanelor care:
- Sunt însărcinate
- Sunt copii cu HIV/SIDA cu un număr de limfocite CD4+ mai mic de 15%
- Sunt imunodeficiente
- Au un părinte sau frate/soră cu istorie de imunodeficiență
- Se învinețesc și sângerează repede
- Au făcut recent transfuzii de sânge
- Au tuberculoză
- Au făcut alte vaccinuri în ultimele 4 săptămâni
- Au boli curente moderate sau severe.

## Tratament
Nu există un tratament antiviral specific pentru rujeolă.. În schimb, medicamentele au ca scop, în general, tratarea simptomelor, tratarea suprainfecțiilor secundare, menținerea unei bune hidratări cu lichide adecvate și ameliorarea durerii. Unele grupuri, cum ar fi copiii mici și cei cu malnutriție severă, primesc și vitamina A, care acționează ca un imunomodulator care stimulează răspunsul anticorpilor la rujeolă și scade riscul de complicații grave și de mortalitate.

### Medicamente
Tratamentul este simptomatic, cu ibuprofen sau paracetamol (acetaminofen) pentru a reduce febra și durerea și, dacă este necesar, un medicament cu acțiune rapidă pentru dilatarea căilor respiratorii pentru tuse. Aspirina nu este recomandată la copii pentru ca uzul ei este asociat cu Sindromul Reye.
Utilizarea vitaminei A în timpul tratamentului este recomandată pentru a scădea riscul de orbire; cu toate acestea, nu previne sau vindecă boala. O recenzie sistematică a studiilor privind utilizarea sa nu a constatat nicio reducere a mortalității generale, dar s-a demonstrat că două doze (200 000 UI) de vitamina A reduc mortalitatea pentru rujeolă la copiii mai mici de doi ani. La copiii > 1 an trebuie administrată vitamina A 200 000 UI p.o. timp de două zile (doza totală 400 000 UI) dacă există semne oftalmologice de deficiență de vitamina A, cu repetare după 4 săptămâni. Copiii fără semne oftalmologice de deficiență de vitamina A primesc o doză unică de 200 000 UI. Copiii între 6 luni și 1 an trebuie să primească o doză de 100 000 UI. Imunoglobulinele serice sunt ineficiente în encefalită.
Nu este clar dacă suplimentarea cu zinc la copiii cu rujeolă afectează rezultatele. Nu există studii adecvate cu privire la eficiența plantelor medicinale chinezești.

## Prognoză
Majoritatea oamenilor supraviețuiesc rujeolei, deși în unele cazuri pot apărea complicații. Aproximativ 1-2 persoane din 1000 vor muri. Complicațiile sunt mai probabile la copiii sub 5 ani și la adulții peste 20 de ani. Pneumonia este cea mai frecventă complicație fatală a infecției cu rujeolă și reprezintă 56-86% din decesele cauzate de rujeolă.
Consecințele posibile ale infecției cu virusul rujeolic includ laringotraheobronșita, pierderea auzului neurosenzorial și — în aproximativ 1 din 10.000 până la 1 din 300.000 de cazuri — panencefalită subacută sclerozantă, care este de obicei fatală. Encefalita acută rujeolică este un alt risc grav al infecției cu virusul rujeolei. Aceasta apare de obicei la două zile până la o săptămână după izbucnirea erupției cutanate de rujeolă și începe cu febră foarte mare, dureri de cap severe, convulsii și procese mentale alterat. O persoană cu encefalită rujeolică poate intra în comă și pot apărea leziuni pe creier și chiar moarte cerebrală. 
Este rar ca persoanele care au avut rujeolă să mai aibă vreodată o reinfecție simptomatică.
Virusul rujeolei poate epuiza memoria imunitară dobândită anterior prin uciderea celulelor care produc anticorpi și, astfel, slăbește sistemul imunitar în general, care poate provoca decese din cauza altor boli. Suprimarea sistemului imunitar de către rujeolă durează aproximativ doi ani și a fost implicată din punct de vedere epidemiologic în până la 90% din decesele din copilărie în țările lumii a treia și, din punct de vedere istoric, este posibil să fi cauzat mai multe decese în Statele Unite, Marea Britanie și Danemarca decât cele cauzate direct de rujeolă. Deși vaccinul împotriva rujeolei conține o tulpină atenuată, acesta nu epuizează memoria imunitară.

## Epidemiologie

### Infectivitate

Decese cauzate de rujeolă la un milion de persoane în 2012

Anii de viață ajustați în funcție de dizabilități pentru rujeolă la 100.000 de locuitori în 2004

Rujeola este cel mai contagios virus cunoscut de om
, în așa fel încât 9 din 10 persoane în contact cu persoana contagiosă vor contracta boala dacă nu sunt vaccinate. Oamenii sunt singurele gazde naturale ale virusului, deși este posibil ca gorilele de munte să fie și ele susceptbile rujeolei. Persoanele infectate pot răspândi virusul la alți oameni cu 4 zile înainte până la 4 zile după începerea erupției cutanate. Deși este adesea considerată o boală a copilăriei, poate afecta oamenii de orice vârstă. Majoritatea oamenilor nu fac boala de mai multe ori.
Circulația continuă a rujeolei într-o comunitate depinde de câte gazde susceptibile există în acea comunitate. Dacă nu exită gazde suficiente, boala se va stinge. Acest concept a fost recunoscut pentru prima dată în rujeolă de către Bartlett în 1957, care s-a referit la numărul minim necesar pentru răspândirea rujeolei drept dimensiunea critică a comunității (DCC, în engleză CCS). În plus, estimările numărului reproductiv al rujeolei variază dincolo de intervalul frecvent citat în literatura de specialitate de 12 până la 18  (NIH citează această lucrare din 2017 spunând: „[o] recenzie din 2017 a identificat valori fezabile ale R 0 ale rujeolei de 3,7–203,3” ). 
Pentru a obține imunitate de turmă și deci pentru a previni apariția epidemiilor, rata de vaccinare într-o populație trebuie să fie de peste 92%, preferabil de 95%. De exemplu, în anul 2000, rujeola a fost declarată eradicată în SUA, deși mai exită focare printre populațiile cu rate scăzute de vaccinare. Datorită faptului că rujeola este foarte contagioasă, un singur caz poate da naștere la un focar epidemic dacă apare într-o populație cu rata scăzută de vaccinare, cum a fost cazul infecției provenite din România în 2005.. O adolescentă nevaccinată a venit în vizită în București, a contractat rujeolă de la un copil nevaccinat și a răspândit-o în SUA la o populație de copii nevaccinați care mergeau la aceeași biserică, rezultând în 34 de cazuri, dintre care 3 copii au trebuit să fie spitalizați. Pentru prevenirea unei epidemii, autoritățile americane au trebuit sa contacteze peste 5 000 de persone, să testeze și să vaccineze de urgență persoanele la risc, ceea ce a costat contribuabilii peste 768 116 RON în costuri directe ca să prevină un focar epidemic datorat unei singure persoane nevaccinate și nici acest lucru nu ar fi fost îndeajuns dacă orașele vecine nu ar fi avut imunitate de turmă datorită ratei mari de vaccinare.

### Mortalitate
Începând cu 2018, rujeola rămâne principala cauză a deceselor prevenibile prin vaccin în lume. În țările dezvoltate, rata mortalității este mai scăzută, de exemplu în Anglia și Țara Galilor din 2007 până în 2017 rata mortalității a fost între două și trei cazuri din 10.000. La copii, unul până la trei cazuri din 1.000 mor în Statele Unite (0,1–0,2%). În populațiile cu niveluri ridicate de malnutriție și lipsă de asistență medicală adecvată, mortalitatea poate ajunge până la 10%. În cazurile cu complicații, rata poate crește la 20-30%. În 2012, numărul deceselor din cauza rujeolei a fost cu 78% mai mic decât în 2000 din cauza ratelor crescute de imunizare în rândul statelor membre ONU.
Chiar și în țările în care a fost introdusă vaccinarea, ratele pot rămâne ridicate. Rujeola este o cauză principală a mortalității infantile care poate fi prevenită prin vaccin. La nivel mondial, rata mortalității a fost redusă semnificativ de o campanie de vaccinare condusă de parteneri din Inițiativa Împotriva Rujeolei: Crucea Roșie Americană, Centrul pentru Prevenirea și Controlul Bolilor din Statele Unite, Fundația Națiunilor Unite, UNICEF și OMS. La nivel global, rujeola a scăzut cu 60% de la aproximativ 873.000 de decese în 1999 la 345.000 în 2005. Estimările pentru 2008 arată că decesele au scăzut la 164.000 la nivel global, 77% din decesele rămase cauzate de rujeolă în 2008 au avut loc în regiunea Asiei de Sud-Est. Au existat 142.300 de decese cauzate de rujeolă la nivel global în 2018, dintre care cele mai multe cazuri au fost raportate din regiunile africane și mediteraneene de est. Aceste estimări au fost puțin mai mari decât cele din 2017, când au fost raportate 124.000 de decese din cauza infecției cu rujeolă la nivel global.

### Cazuri
În 2018, OMS a estimat că 158.000 de decese au fost cauzate de rujeolă. Acest număr este în scădere de la 630.000 de decese în 1990.
| OMS-Regiune                  | 1980      | 1990      | 2000    | 2005    | 2010    | 2015    | 2018    | 2019    | 2020    |
| ---------------------------- | --------- | --------- | ------- | ------- | ------- | ------- | ------- | ------- | ------- |
| Regiune Africană             | 1.240.993 | 481.204   | 520.102 | 316.219 | 199.174 | 52.758  | 125.426 | 618.595 | 115.369 |
| Regiea Americilor            | 257.790   | 218.579   | 1.754   | 85      | 247     | 611     | 16.714  | 21.971  | 1.548   |
| Regiunea Estului Mediteranei | 341,624   | 59,058    | 38.592  | 15.069  | 10.072  | 21.418  | 64.764  | 18.458  | 6.122   |
| Regiunea Europeană           | 492.660   | 185.818   | 37.421  | 37.338  | 30.625  | 25.957  | 89.148  | 106.130 | 10.935  |
| Regiunea Asiei de Sud-Est    | 199.535   | 224.925   | 78.558  | 88.973  | 54.228  | 48.888  | 34.741  | 29.389  | 9.389   |
| Regiunea Pacificului de Vest | 1.319.640 | 155.490   | 177.052 | 128.017 | 49.460  | 65.176  | 29.503  | 78.479  | 6.599   |
| La nivel mondial             | 3.852.242 | 1.325.074 | 853.479 | 585.701 | 343.806 | 214.808 | 360.296 | 873.022 | 149.962 |

În 2000, OMS a înființat Rețeaua globală de laborator pentru rujeolă și rubeolă (GMRLN) pentru a asigura supravegherea de laborator pentru rujeola, rubeola și sindromul rubeolic congenital. Datele din 2016 până în 2018 arată că genotipurile virusului rujeolic cel mai frecvent detectate sunt în scădere, ceea ce sugerează că creșterea imunității populației globale a scăzut numărul de lanțuri de transmitere.
Cazurile raportate în primele trei luni ale anului 2019 au fost cu 300% mai mari decât în primele trei luni ale anului 2018, cu focare în fiecare regiune a lumii, chiar și în țările cu o acoperire generală mare de vaccinare, unde s-a răspândit printre grupurile de persoane nevaccinate. Numărul de cazuri raportate la jumătatea lunii noiembrie 2019 este de peste 413.000 la nivel global, similar cu tendințele de creștere ale infecțiilor raportate în lunile anterioare ale anului 2019, comparativ cu 2018. În 2019, numărul total de cazuri la nivel mondial a urcat la 869.770. Numărul de cazuri raportate pentru 2020 este mai mic comparativ cu 2019. Potrivit OMS, pandemia de COVID-19 a împiedicat campaniile de vaccinare în cel puțin 68 de țări, inclusiv în țările care se confruntau cu focare, ceea ce a cauzat un risc crescut de cazuri suplimentare.
În Aprilie 2020, OMS a remarcat că multe țări și-au suspendat programele de vaccinare din cauza epidemiei COVID-19. Din această cauză, se proiectează că peste 117 de milione de copii din întreaga lume sunt la risc de infecție. În prezent, toate cele 194 de țări au reînceput vaccinările.

#### Europa

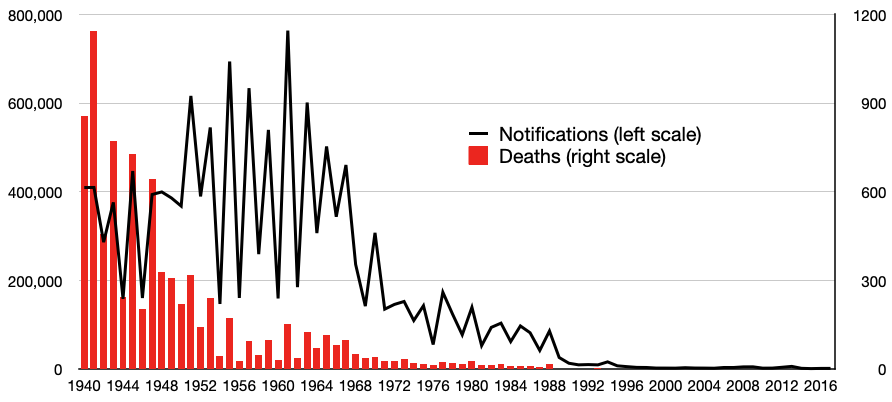
Incidența și decesele cauzate de rujeolă în Anglia și Țara Galilor între 1940 și 2017

În anii 1940 decesele în Anglia și Țara Galilor au fost în medie aproximativ 500 pe an. Decesele s-au diminuat odată cu îmbunătățirea îngrijirii medicale în anii 1950, dar incidența bolii nu s-a retras până când vaccinarea a fost introdusă la sfârșitul anilor 1960. O acoperire mai largă a fost realizată în anii 1980 cu vaccinul ROR împotriva rujeolei, oreionului și rubeolei.
În 2013–14 au existat aproape 10.000 de cazuri în 30 de țări europene. Cele mai multe cazuri au apărut la persoane nevaccinate și peste 90% dintre cazuri au apărut în Germania, Italia, Țările de Jos, România și Regatul Unit. Între octombrie 2014 și martie 2015, un focar de rujeolă în capitala germană Berlin a dus la cel puțin 782 de cazuri. În 2017, numărul de cazuri a continuat să crească în Europa la 21.315 cazuri, cu 35 de decese. În cifrele preliminare pentru 2018, cazurile raportate în regiune au crescut de 3 ori la 82.596 în 47 de țări, cu 72 de decese; Ucraina a avut cele mai multe cazuri (53.218), cele mai mari rate de incidență fiind în Ucraina (1209 cazuri la milion), Serbia (579), Georgia (564) și Albania (500). Anul precedent (2017) a înregistrat o acoperire estimată a vaccinului împotriva rujeolei de 95% pentru prima doză și 90% pentru a doua doză în regiune, ultima cifră fiind cea mai mare acoperire estimată vreodată pentru a doua doză.
În primele 6 luni ale anului 2019, 90.000 de cazuri au apărut în Europa, iar Regatul Unit, Albania, Republica Cehă și Grecia și-au pierdut statutul de țări cu rujeola eliminată din cauza răspândirii continue și prelungite a bolii în aceste țări.
În Europa există ceea ce se numește focarul european, responsabil pentru răspândirea rujeolei în țări care au eliminat rujeola prin campanii de vaccinare, pentru că s-a dovedit dificil de vaccinat un număr suficient de mare de copii în Europa pentru a elimina rujeola din motive de frică de efecte secundare, răspândirea informațiilor false privind asocierea vaccinului cu alte boli, opoziție pe fond religios sau filosofic sau pentru că anumite populații sunt greu de contactat. Vaccinarea nu este obligatorie în anumite țări europene, în contrast cu Statele Unite ori America Latină unde vaccinarea este o condiție necesară înscrierii copilului la școală.

##### România
În 2023, Ministerul Sănătații a declarat epidemie de rujeolă la nivel național din cauza faptului că la data de 5 decembrie 2023 existau peste 2.000 de cazuri de rujeolă în țară. Vaccinarea anti-rujeolă în România avea o tendință descrescătoare, cu numai 62% dintre copiii eligibili având a doua doză.

#### Americi
Ca urmare a vaccinării pe scară largă, boala a fost declarată eliminată din America în 2016. Cu toate acestea, au existat din nou cazuri în 2017, 2018, 2019,  și 2020  în această regiune.

##### Statele Unite

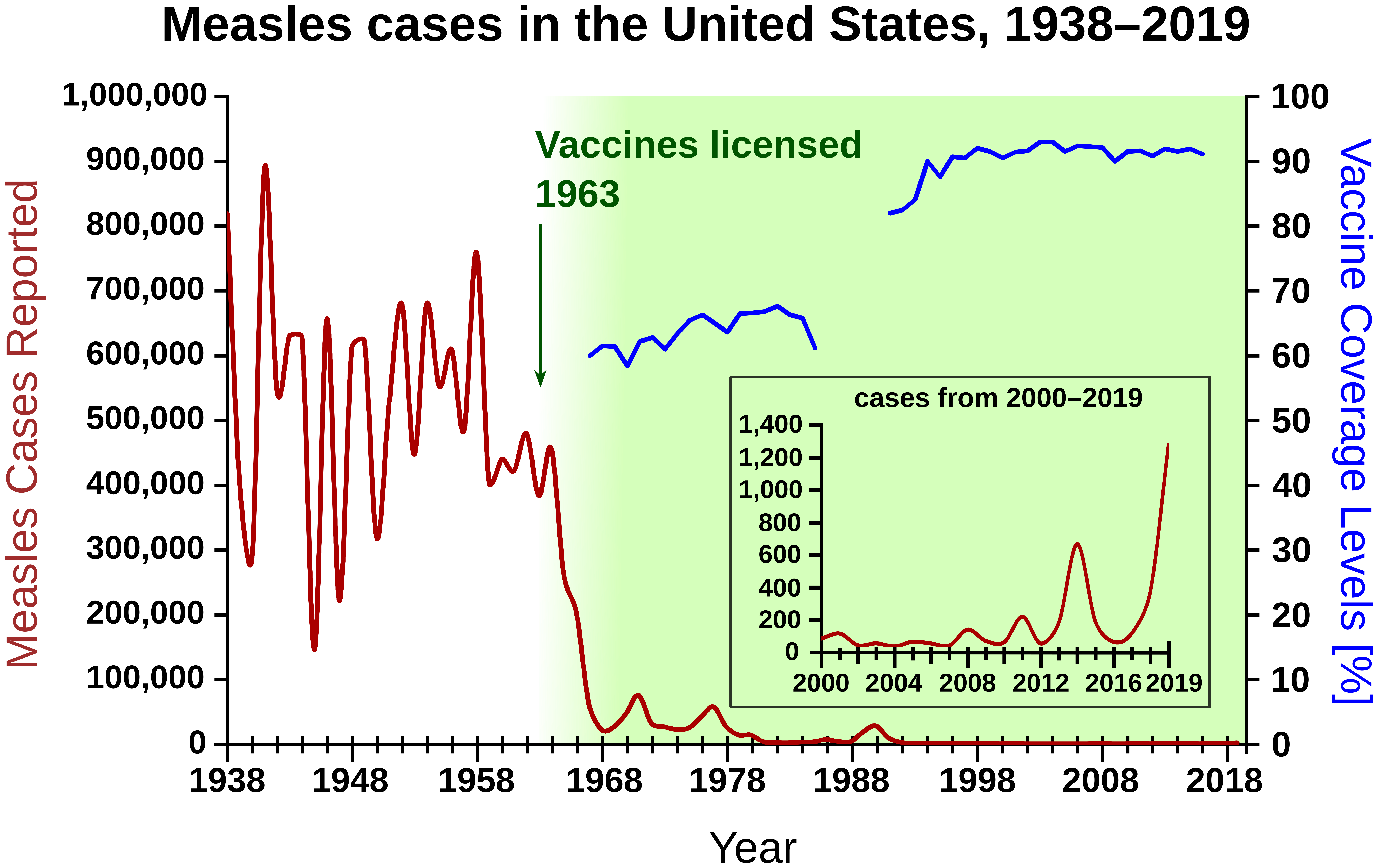
Cazuri de rujeolă în SUA din 1938 până în 2019

În Statele Unite, rujeola a afectat aproximativ 3.000 de oameni la milion în anii 1960 înainte ca vaccinul să fie disponibil. Cu vaccinarea pe scară largă a copiilor, această cifră a scăzut la 13 cazuri la milion până în anii 1980 și la aproximativ 1 caz la milion până în 2000. OMS a declarat rujeola eradicată în SUA în 2000 datorită ratei mari de vaccinare. Totuși, rujeola continuă să fie introdusă în țară de către persoane care călătoresc în țări cu focare de rujeolă, cum ar fi în focarul european. În plus, sentimentul anti-vaccinare este în creștere în SUA în anii recenți și ca atare focare de rujeolă continue să existe.

##### Brazilia
Răspândirea rujeolei a fost întreruptă în Brazilia în 2016, ultimul caz cunoscut cu douăsprezece luni mai devreme. Acest ultim caz a fost în statul Ceará.
Brazilia a câștigat un certificat de eliminare a rujeolei de către Organizația Panamericană de Sănătate în 2016, dar Ministerul Sănătății a proclamat că e dificil să păstreze acest certificat, deoarece în 2018 fuseseră deja identificate două focare, unul în statul Amazonas și altul în Roraima, pe lângă cazurile din alte state (Rio de Janeiro, Rio Grande do Sul, Pará, São Paulo și Rondônia), totalizând 1.053 de cazuri confirmate până la 1 august 2018. În aceste focare și în majoritatea celorlalte cazuri, contagiunea a fost legată de importul virusului, în special din Venezuela. Acest lucru a fost confirmat de genotiparea virusului (D8) care a fost identificat ca fiind același care circulă în Venezuela.

#### Asia de Sud-Est
În epidemia de rujeolă vietnameză din primăvara anului 2014, la 19 aprilie au fost raportate aproximativ 8.500 de cazuri de rujeolă, cu 114 decese;  la 30 mai, au fost raportate 21.639 de cazuri suspecte de rujeolă, cu 142 decese legate de rujeolă. În zona autoadministrată Naga, într-o regiune îndepărtată din nordul Myanmarului, cel puțin 40 de copii au murit în timpul unui focar de rujeolă în august 2016, care a fost cauzat probabil de lipsa vaccinării într-o zonă cu infrastructură sanitară precară. În urma focarului de rujeolă din Filipine din 2019 au fost raportate 23.563 de cazuri de rujeolă în țară, cu 338 de decese. Un focar de rujeolă a avut loc și în rândul subgrupului Malaezian Orang Asli din statul Kelantan din mai 2019, provocând moartea a 15 oameni din tribul Bateq.

#### Pacificul de Sud
În 2019, un focar de rujeolă în Noua Zeelandă a rezultat în 2.193 de cazuri confirmate și două decese. În Tonga în același an au exitat 612 cazuri de rujeolă provenite de la jucătorii de rugby care se întorseseră din Noua Zeelandă.

##### Samoa
Un focar de rujeolă în Samoa la sfârșitul anului 2019 a rezultat în peste 5,700 de cazuri de rujeolă și 83 de decese, dintr-o populație  de 200.000. Peste 3% din populație a fost infectată, iar starea de urgență a fost declarată în perioada 17 noiembrie - 7 decembrie. A urmat o campanie intensă de vaccinare care a adus rata de vaccinare împotriva rujeolei de la 31% - 34% în 2013 la aproximativ 94% din populația eligibilă în decembrie 2019.

#### Africa
Republica Democrată Congo și Madagascar au raportat cel mai mare număr de cazuri în 2019. Cu toate acestea, cazurile au scăzut în Madagascar ca urmare a campaniilor naționale de vaccinare de urgență împotriva rujeolei. Începând cu august 2019, au avut loc focare în Angola, Camerun, Ciad, Nigeria, Sudan de Sud și Sudan.

##### Madagascar
Un focar de rujeolă în 2018 a dus la mult peste 115.000 de cazuri și peste 1.200 de decese.. 

##### Republica Democrată Congo
Un focar de rujeolă cu aproape 5.000 de decese și 250.000 de infecții a avut loc în 2019, după ce boala s-a extins în toate provinciile din țară. Cele mai multe decese au fost în rândul copiilor sub cinci ani. Organizația Mondială a Sănătății (OMS) a raportat că aceasta este cea mai mare și cea mai rapidă epidemie din lume la acea vreme.

## Istorie

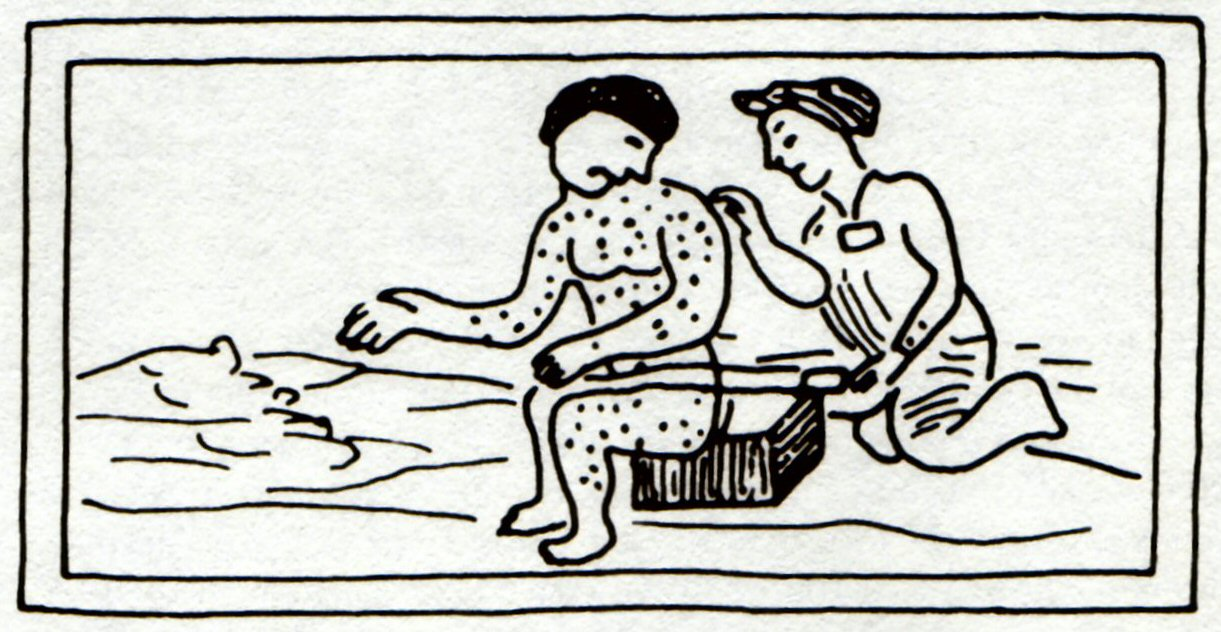
Desen aztec din secolul al XVI-lea reprezentând un om suferind de rujeolă

Rujeola este de origine zoonotică, evoluând din pesta bovină, care infectează bovinele. Un precursor al rujeolei a început să provoace infecții la oameni încă din secolul al IV-lea î.Hr. și chiar și după anul 500 d.Hr. Este posibil ca Ciuma Antonină din anii 165–180 d.Hr. să fi fost rujeolă, dar cauza reală a acestei ciume este necunoscută și variola este o cauză mai probabilă. Prima descriere sistematică a rujeolei și diferențierea ei de variolă și varicelă este atribuită medicului persan Muhammad ibn Zakariya al-Razi (860–932), care a publicat Cartea variolei și rujeolei. Se crede că focarele erau încă limitate când Razi și-a scris cartea și că virusul nu a fost pe deplin adaptat la oameni. Însă între anii 1100 și 1200 d.Hr., virusul rujeolei s-a separat complet de pesta bovină, devenind un virus distinct care infectează numai oamenii. Acest lucru este concordant cu observația că rujeola necesită o populație susceptibilă de > 500.000 pentru a susține o epidemie, situație care a apărut odată cu creșterea orașelor medievale europene.
Rujeola este o boală endemică, ceea ce înseamnă că a fost prezentă continuu într-o comunitate și mulți oameni dezvoltă rezistență. În populațiile care nu sunt expuse rujeolei, expunerea la noua boală poate fi devastatoare. În 1529, un focar de rujeolă în Cuba a ucis două treimi dintre acei indigeni care supraviețuiseră anterior variolei. Doi ani mai târziu, rujeola a fost responsabilă pentru moartea a jumătate din populația Hondurasului și a devastat Mexicul, America Centrală și civilizația incașă.
Între aproximativ 1855 și 2005 se estimează că rujeola a ucis aproximativ 200 de milioane de oameni în întreaga lume.
Focarul de rujeolă din 1846 din Insulele Feroe a fost neobișnuit pentru că a fost foarte bine studiat. Rujeola nu a fost văzută pe insule de 60 de ani, așa că aproape niciun rezident nu avea imunitate dobândită. Trei sferturi dintre rezidenți s-au îmbolnăvit și peste 100 (1–2%) au murit din cauza acesteia înainte ca epidemia să se stingă. Peter Ludvig Panum a observat focarul și a stabilit că rujeola a fost răspândită prin contactul direct al persoanelor contagioase cu persoane care nu au avut niciodată rujeolă.
Rujeola a ucis 20% din populația hawaiiană în anii 1850. În 1875, rujeola a ucis peste 40.000 de fijieni, aproximativ o treime din populație. În secolul al XIX-lea, boala a ucis mai mult de jumătate din populația tribului Andaman.. Se crede că șapte până la opt milioane de copii au murit de rujeolă în fiecare an înainte de introducerea vaccinului. 
În 1914, un statistician de la Compania de Asigurare Prudential  a estimat dintr-un sondaj efectuat în 22 de țări că 1% din toate decesele din zona temperată au fost cauzate de rujeolă. El a observat, de asemenea, că 1–6% din cazurile de rujeolă s-au încheiat fatal, în funcție de vârstă (0–3 ani fiind cea mai susceptibilă decesului), condițiile sociale (de exemplu, locuințe supraaglomerate) și condițiile de sănătate preexistente.
În 1954, John Franklin Enders, un cercetător de la Universitatea Harvard, l-a trimis pe 
Thomas C. Peebles să obțină și să izoleze virusul care provoacă boala. Peebles a izolat virusul de la un băiat de 13 ani din Statele Unite, numit David Edmonston. Virusul a fost propagat pe cultura de țesut de embrioni de pui și din acesta cercetătorii au preparat vaccinul anitirujeolic cu virus atenuat. În timp ce se afla la Merck, Maurice Hilleman îmbunătățit vaccinul  
și acesta a devenit disponibil pe scară largă în 1968.
Organizația Mondială a Sănătății recunoaște opt clade, denumite A, B, C, D, E, F, G și H. Douăzeci și trei de tulpini de virus rujeolic au fost identificate și desemnate în cadrul acestor clade.

## Societate și cultură
Militantul german anti-vaccinare și negator HIV/SIDA, Stefan Lanka, a pus o provocare pe site-ul său în 2011, oferind o sumă de 100.000 EUR pentru oricine ar putea dovedi științific că rujeola este cauzată de un virus și ar putea determina diametrul virusului. El a postulat că boala este psihosomatică și că virusul rujeolei nu există. Când i s-au oferit dovezi științifice copleșitoare din diferite studii medicale de către medicul german David Bardens, Lanka nu a acceptat concluziile, forțându-l pe Bardens să facă recurs în instanță. Cazul inițial s-a încheiat cu decizia că Lanka trebuia să plătească banii. Cu toate acestea, în apel, în cele din urmă, Lanka nu a fost obligat să plătească din cauza unei tehnicalități de limbaj. Cazul a primit o acoperire internațională largă, ceea ce i-a determinat pe mulți să comenteze despre el, inclusiv binecunoscutul sceptic, neurolog  și avocat al medicinei bazate pe știință Steven Novella, care l-a numit pe Lanka „o fraudă”.

### Nume alternative
Alte nume includ pojar, morbilli, rujeola roșie și rujeola engleză.

## Cercetare
În mai 2015, revista de știință Science a publicat un raport în care cercetătorii au descoperit că infecția cu rujeolă poate lăsa o populație cu risc crescut de mortalitate din cauza altor boli prin suprimarea sistemului imunitar timp de doi până la trei ani. Rezultatele unor studii suplimentare care arată că virusul rujeolei poate ucide celulele care produc anticorpi au fost publicate în noiembrie 2019.
În 2014, un tratament medicamentos specific pentru rujeolă, ERDRP-0519, a arătat rezultate promițătoare în studiile pe animale, dar încă nu a fost testat pe oameni 